# Kit Kats no Japão

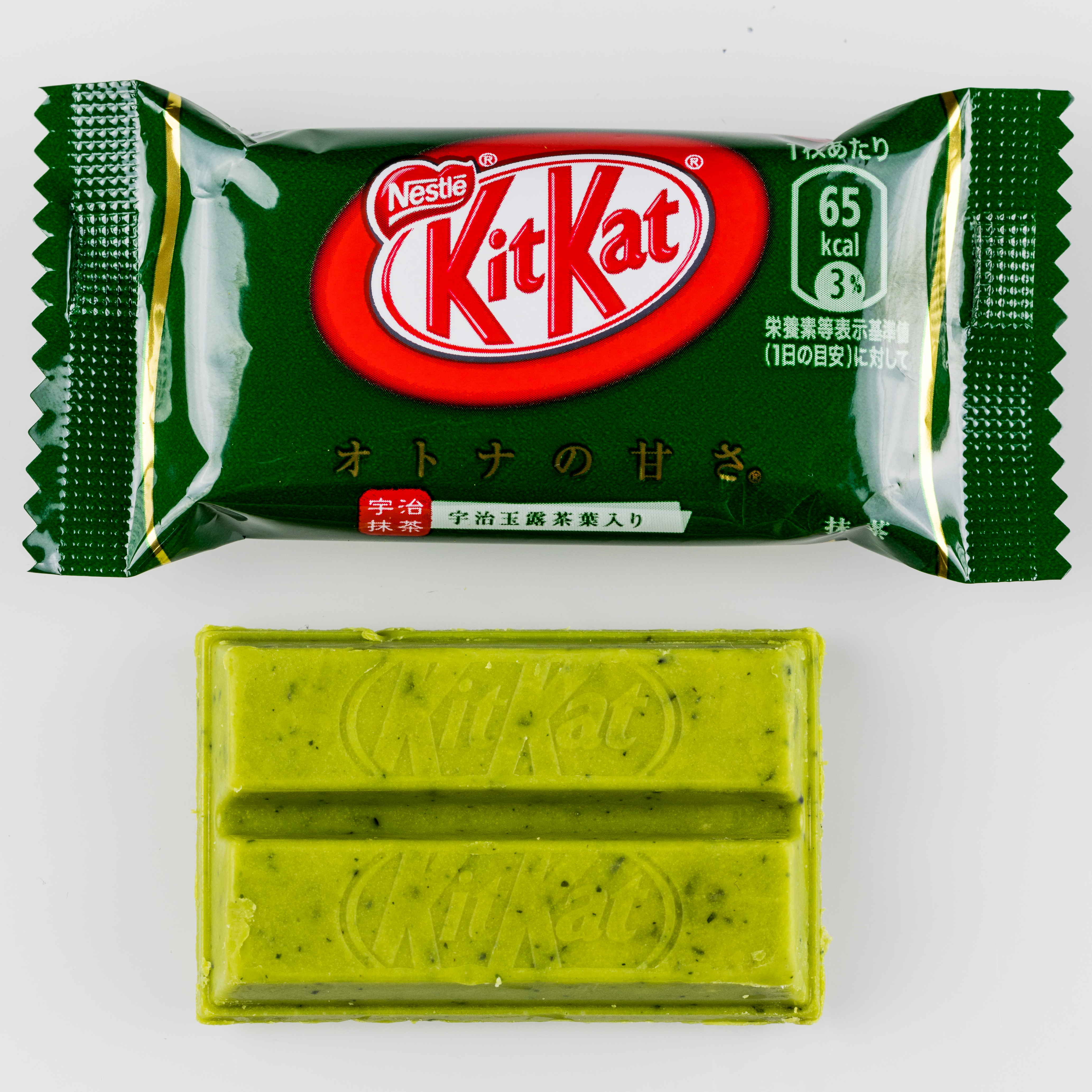
uma variedade de kit kat japonês.

Já foram lançados mais de 300 sabores de edição limitada sazonais e regionais de Kit Kat no Japão desde 2000. A Nestlé, que controla a marca Kit Kat no Japão, afirmou que o doce se tornou o mais vendido no país entre 2012 e 2014, superando o Chocolate Meiji. Uma campanha de marketing da companhia, feita em parceria com os correios japoneses para vender o doce em 20000 agências, ganhou o prêmio "Media Grand Prix" de Cannes, em 2010. Essa campanha incentivou associações com o nome do produto para o falso cognato Kitto Kattsu (きっと勝つ) , traduzido como "você certamente irá vencer", e estimulava o envio dos chocolates para alunos na época de vestibular, como amuletos de boa sorte.

## História

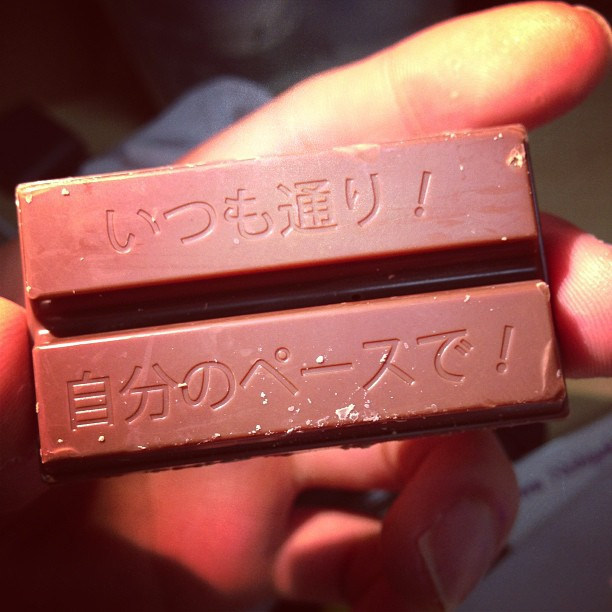
Um Kit Kat japonês.

Kit Kats começaram a ser vendidos no Japão em 1973, quando as confeitarias Rowntree's, britânica, e Fujiya, japonesa, fizeram um acordo. A marca se tornou a mais vendida no Japão, assumindo o posto que era do chocolate Meiji.
Em 2004, o sabor de chá verde foi lançado, e se tornou extremamente popular. Desde então, o produto foi vendido em mais de 300 sabores. Em 2010, a variação mais vendida foi o sabor de molho de soja. A Nestlé atribui o sucesso das variações do aroma do chocolate para a tradição nacional omiyage, de acordo com a qual especialidades culinárias regionais são levadas para a família e colegas de trabalho depois de viagens. A empresa acredita que a ideia de sabores de edição limitada, disponíveis em determinados lugares ou épocas do ano, cria uma "raridade", adicionando valor para os consumidores.

## Variedades
As lojas "Kit Kat Chocolatary", com receitas desenvolvidas pelo chef Yasumasa Takagi, foram inauguradas em 2014, abrindo sete lojas em menos de um ano. A empresa afirma que já serviu mais de um milhão de consumidores e lucrou mais de dois bilhões de ienes. Estas lojas vendem produtos mais elaborados de Kit Kat do que os industrializados, como barras de chocolate escuro com infusão de framboesa, rum de laranja com chocolate, ameixa, maracujá com pimenta e chá verde com flores de cerejeira. Em 2016, a Nestlé introduziu no mercado uma versão feita a partir de pó de saquê, misturado com chocolate branco.
Algumas variedades são restritas à regiões específicas do país, associadas com os ingredientes daquela determinada barra de chocolate; outras só são vendidas em determinadas épocas do ano. Em 2015, uma versão coberta com folha de ouro foi lançada, com apenas 500 unidades disponíveis no mercado.
Outras variedades notáveis incluem azuki (feijão vermelho), beni imo (batata-doce roxa), xarope de açúcar mascavo,  matcha, e molho de soja.

### Outras variedades
- Abóbora [11]
- Azuki [4][8]
- Banana[9][12]
- Batata assada[4]
- Batata vermelha[3]
- Batata-doce de Okinawa [6]
- Beni imo [4]
- Biscoito de canela[4]
- Café com leite [12]
- Caldo de vegetais[13]
- Cappuccino [4]
- Caramelo salteado[8]
- Castanha[8]
- Cereja[3]
- Cheesecake de limão [14]
- Cheesecake de mirtilo [4][8]
- Cheesecake de morango [8][12][15]
- Cheesecake de Yokohama [6]
- Chocolate com banana[4]
- Chá com leite[16]
- Chá preto [9]
- Citrus depressa (Shikuwasa, ou tangerina taiwanesa[17]
- Cookie[13]
- Cough drop (pastilhas para dor de garganta)[18]
- Crème brûlée [12]
- Creme para assar[13]
- Edamame [4]
- Exotic Tokyo[9]
- Farinha de soja[9]
- Feijão verde [3]
- Frutas cítricas[4]
- Frutas vermelhas[8]
- Ginger ale [12]
- Golden citrus[12]
- Sal de rocha [8]
- Hojicha (variação de chá verde) [4]
- Kinako [12]
- Kuchidoke Kakao[13]
- Latte de matcha e flor de cerejeira[15]
- Macchiato de caramelo[8]
- Maracujá [14]
- Maracujá com framboesa [13]
- Matcha [4][9]
- Maçã [8]
- Maçã shinshu [4]
- Melancia [8]
- Melão com queijo[19][20]
- Melão cantaloupe [12]
- Melão de Hokkaido com queijo mascarpone [21]
- Melão Yubari[3]
- Milho assado de Hokkaido [1]
- Milho[12]
- Missoshiro
- Molho shoyu [9][12]
- Morango [4][9]
- Moscatel de Alexandria (uvas brancas) [8]
- Parfait de frutas[4]
- Pimenta japonesa[4]
- Pudim [8]
- Pêra [4]
- Queijo de Hokkaido com chocolate [1]
- Queijo europeu[15]
- Ramune [13]
- Sakura [9]
- Saquê[7]
- Wasabi [1]
- Xarope de açúcar mascavo [4][8]
- Bordo [13]
- Yuzu [3]